# Chelidonium cyaneum
Chelidonium cyaneum är en skalbaggsart som beskrevs av Maurice Pic 1925. Chelidonium cyaneum ingår i släktet Chelidonium och familjen långhorningar. Inga underarter finns listade i Catalogue of Life.